# Funiculares e elevadores de Portugal
O primeiro funicular a funcionar em Portugal (e na Península Ibérica) foi o Elevador do Bom Jesus em Braga, inaugurado em 1882. O projeto foi do engenheiro suíço Nikolaus Riggenbach. Este, que a partir do seu país natal enviava todas as indicações necessárias para a construção do Elevador e contou em Portugal com a colaboração técnica e prática do engenheiro português de ascendência francesa Raul Mesnier du Ponsard, que em Braga dirigiu a execução do projeto.
O seu impacte foi de tal ordem que logo nesse mesmo ano, se constituiu em Lisboa a Companhia dos Ascensores, que convidou Raul Mesnier para projetar e instalar na capital uma série de elevadores. A sociedade construiu vários elevadores em Lisboa, como o do Chiado e o da Biblioteca (que já não se encontram em funcionamento) e os de Santa Justa, do Lavra, da Glória, e da Bica.
Entre 1923 e 1999 não se construiu em Portugal qualquer tipo de equipamento deste género.
Já no século XXI, foi construído um funicular na cidade de Viseu e uma rede formada por cinco elevadores e funiculares na cidade da Covilhã. Já em 2021, em Leiria, foram construídos dois elevadores um a norte e outro a sul do Castelo de Leiria.

## Lista de elevadores e funiculares de Portugal
| Desig.        | Nome                | Loc. | Ext.  | Desn. | Decl.     | Anos              | Bitola   | Linha | Prop.        | C-P     | N. | Pss. | Dur.   |
| ------------- | ------------------- | ---- | ----- | ----- | --------- | ----------------- | -------- | ----- | ------------ | ------- | -- | ---- | ------ |
| Elevador da   | Bica                | LSB  | 283 m | 045 m | 09° = 16% | 1893-1914 + 1923- | 0900 mm  |       | eletricidade | recípr. | 3  | 23   |        |
| Elevador da   | Boca do Vento       | ALM  | 045 m | 045 m | 90° = ∞   | 1999-             | via s.g. |       | eletricidade | lastro  | 1  | 21   |        |
| Elevador do   | Bom Jesus           | BRG  | 274 m | 116 m | 23° = 42% | 1882-             | 1435 mm  |       | água         | recípr. | 1  | 30   | 03′00″ |
| Elevador do   | Castelo             | LSB  |       |       | 90° = ∞   | 2013-             |          |       | eletricidade | lastro  | 1  |      |        |
| Elevador do   | Chiado              | LSB  |       |       | 90° = ∞   | 1892-1???         |          |       |              |         | 1  |      |        |
| Elevador das  | Freiras             | VNG  | 750 m |       |           | 1896-1???         |          |       |              |         |    |      |        |
| Elevador da   | Glória              | LSB  | 265 m | 044 m | 10° = 18% | 1885-             | 0900 mm  |       | eletricidade | recípr. | 1  |      |        |
| Funicular da  | Graça               | LSB  |       |       |           | 1893-1909 + 2023- |          |       | eletricidade |         |    |      |        |
| Funicular dos | Guindais            | PRT  | 281 m | 061 m | 11° = 20% | 1891-1893 + 2004- | 1435 mm  |       | eletricidade | recípr. | 1  | 25   | 03′00″ |
| Elevador do   | Lavra               | LSB  | 188 m | 042 m | 13° = 23% | 1884-             | 0900 mm  |       | eletricidade | recípr. | 1  |      |        |
| Elevador do   | Mercado             | CBR  |       | 071 m | 90° = ∞   | 2001-             |          |       | eletricidade | lastro  | 1  |      |        |
| Elevador do   | Município           | LSB  |       |       | 90° = ∞   | 1897-1920         |          |       |              |         | 1  |      |        |
| Elevador da   | Nazaré              | NZR  | 318 m | 134 m | 23° = 42% | 1889-1963 + 1968- |          |       | eletricidade | recípr. | 6  | 60   | 15′00″ |
| Elevador do   | Outeiro (S.M.Porto) | ACB  |       |       | 90° = ∞   | 2008-             |          |       | eletricidade | lastro  | 1  | 13   |        |
| Elevador do   | Peneco              | ABF  | 028 m | 028 m | 90° = ∞   | 2008-             |          |       | eletricidade | lastro  | 1  | 13   |        |
| Ascensor da   | Ribeira             | PRT  |       |       | 90° = ∞   | 19??-             |          |       |              | lastro  | 1  |      |        |
| Elevador de   | Santa Justa         | LSB  |       |       | 90° = ∞   | 1902-             |          |       |              | recípr. | 1  |      |        |
| Elevador de   | Santa Luzia         | VCT  | 650 m | 160 m | 14° = 25% | 1923-2001 + 2005- |          |       | eletricidade | recípr. | 1  | 20   | 07′00″ |
| Funicular de  | Viseu               | VIS  | 400 m | 064 m | 09° = 16% | 2009-2019         |          |       | eletricidade | recípr. | 1  | 50   |        |
| Elevador de   | Santo André         | CVL  | 60 m  | 027 m | 29°       | 2009-             |          |       | eletricidade | lastro  | 1  | 8    |        |
| Funicular de  | São João            | CVL  | 200 m | 072 m | 19°       | 2013-             |          |       | eletricidade | lastro  | 1  | 15   |        |
| Elevador da   | Goldra              | CVL  | 40 m  | 015 m | 32°       | 2013-             |          |       | eletricidade | lastro  | 1  | 11   |        |
| Elevador do   | Jardim              | CVL  | 044 m | 044 m | 90° = ∞   | 2015-             |          |       | eletricidade | recípr. | 2  | 11   |        |
| Elevador do   | Castelo de Leiria 2 | LRA  | 110 m | 036 m | 19°       | 2021-             |          |       | eletricidade | lastro  | 1  | 20   |        |
| Elevador do   | Castelo de Leiria   | LRA  | 024 m | 024 m | 90° = ∞   | 2021-             |          |       | eletricidade | recípr. | 1  | 8    |        |
| (a definir)   | (a definir)         | CTB  |       |       |           | (proj.2020)       |          |       |              |         |    |      |        |
| (a definir)   | (a definir)         | VNO  |       |       |           | (proj.)           |          |       |              |         |    |      |        |